# 第二次馬達加斯加遠征
第二次馬達加斯加遠征（法語：L'Expédition de Madagascar/Campagne de Madagascar)，是一場法國企圖封鎖並征服馬達加斯加島的軍事行動。此戰役為繼第一次馬達加斯加遠征之後，且為法國-馬達加斯加戰爭的最後部分。

## 背景

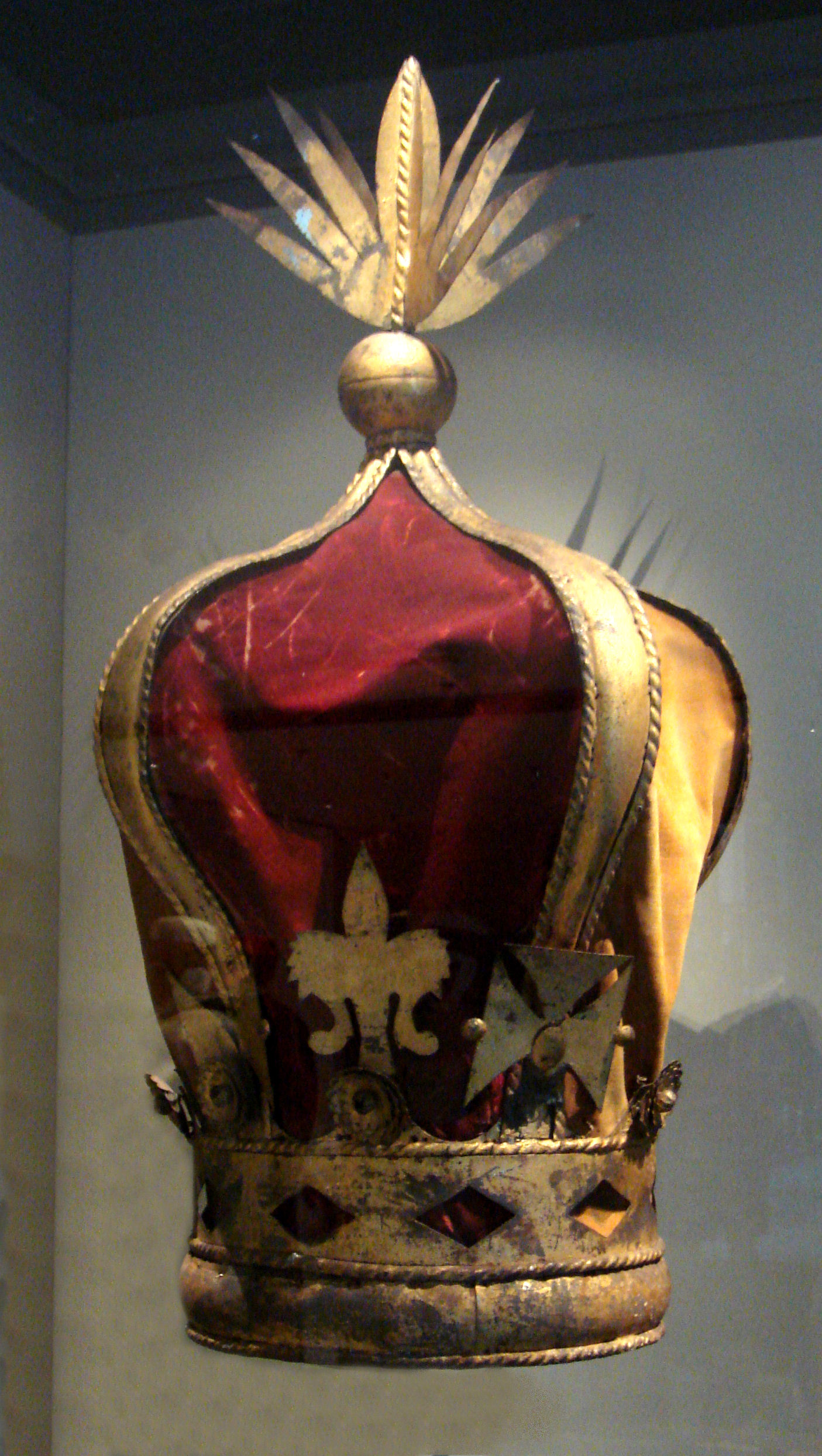
臘納瓦洛娜三世的王冠.

當時法國企圖透過簽訂條約將馬達加斯加收為保護國，但是臘納瓦洛娜三世所拒絕，於是法國決定發動遠征行動。公元1894年10月，法国政府发出最后通牒，要求对全岛进行管辖，赖相拒绝。

## 遠征
西元1894年12月，一支由雅克·迪舍納所率領的遠征軍轟炸並占領馬哈贊加。在法軍登陸的同時，各地的起義事件接連發生，主要是由國內的奴隸及基督教徒兩股勢力企圖要推翻臘納瓦洛娜三世所領導的政權。西元1895年5月法國遠征軍主力登陸馬哈贊加，並逐漸往首都安塔那那利佛逼近，伊默里納王國 首相賴尼萊亞里沃尼企圖反抗，但最終被法軍砲兵所殲滅。西元1895年9月底，法軍開始砲擊王宮，造成王宮附近死傷慘重，最後臘納瓦洛娜三世投降。

## 結果

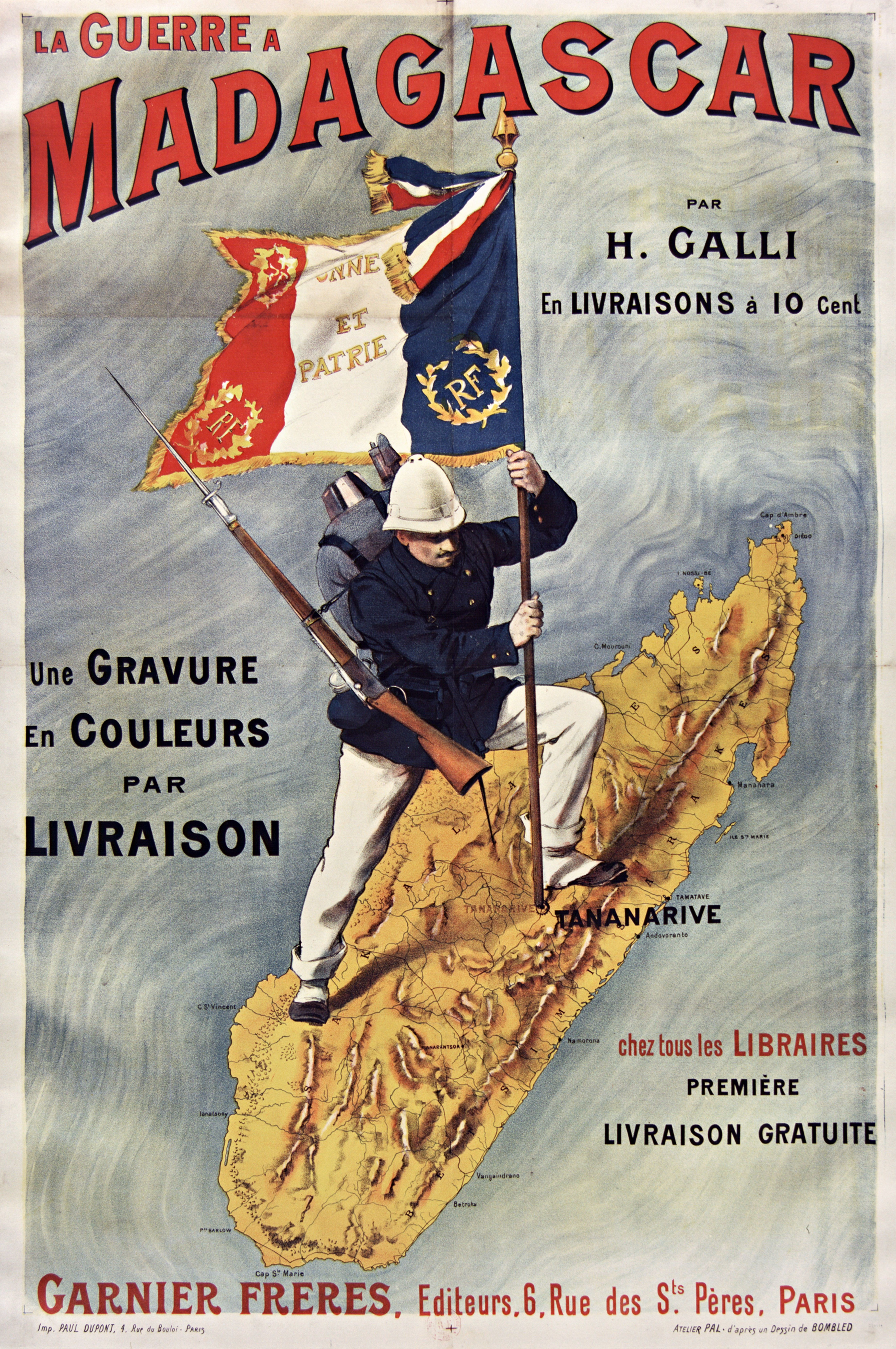
馬達加斯加遠征海報.

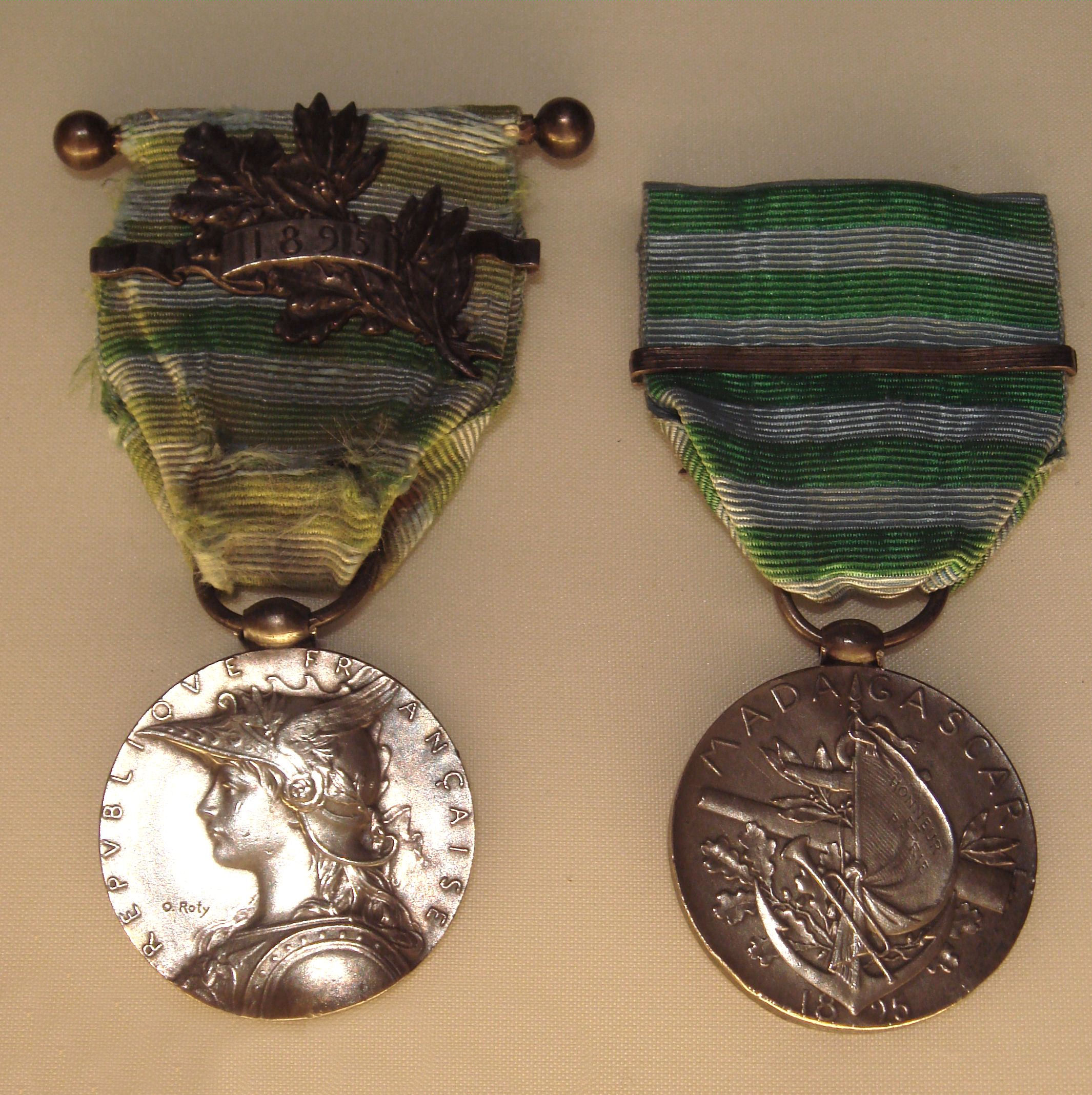
第二次馬達加斯加遠征勳章.

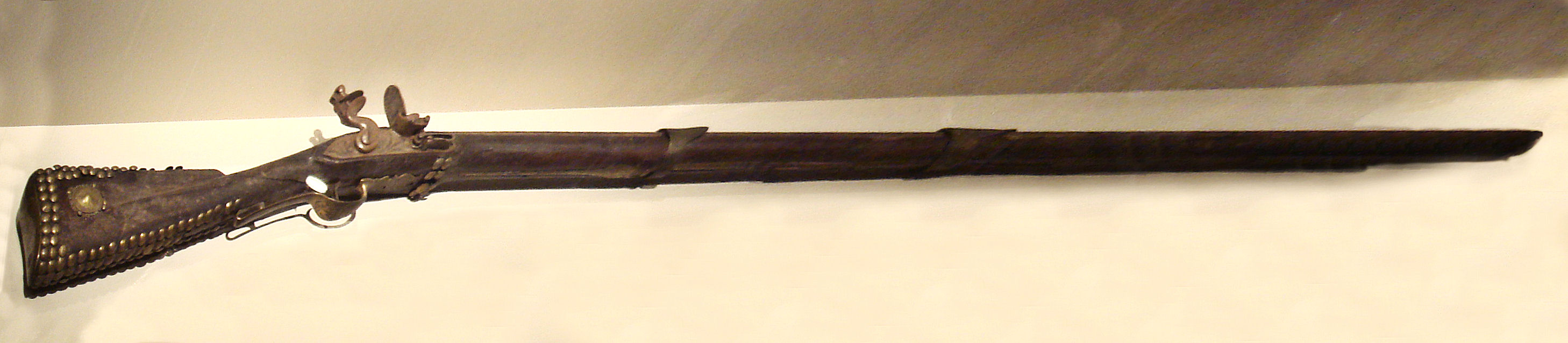
馬達加斯加人使用的槍.

西元1896年8月6日，法國國民議會通過佔領馬達加斯加島議案，從此馬達加斯島正式成為法國殖民地。儘管法國成功征服馬達加斯加島，零星反抗勢力一直到西元1905年由約瑟夫·西蒙·加利埃尼所平定。臘納瓦洛娜三世投降後，被流放到法屬阿爾及利亞阿爾及爾直到1917年去世。公元1896年8月，法国政府宣布兼并马达加斯加并任命总督，宣告了梅里纳王国的覆灭。
- 法國遠征軍.
- 伊默里納王國士兵正在埋伏.
- 伊默里納王國士兵站崗.
- 伊默里納王國砲兵.
- 伊默里納王國士兵發出警訊.